# DCMホーマック
DCMホーマック（ディーシーエムホーマック）は、かつてDCMホールディングス傘下のDCM株式会社が、北海道・東北地方・関東地方で展開していたホームセンターの店舗ブランド。
また、DCMホーマック株式会社（英: DCM Homac CO.,LTD.）は、2021年2月28日までこれを運営していた企業。

## 概要

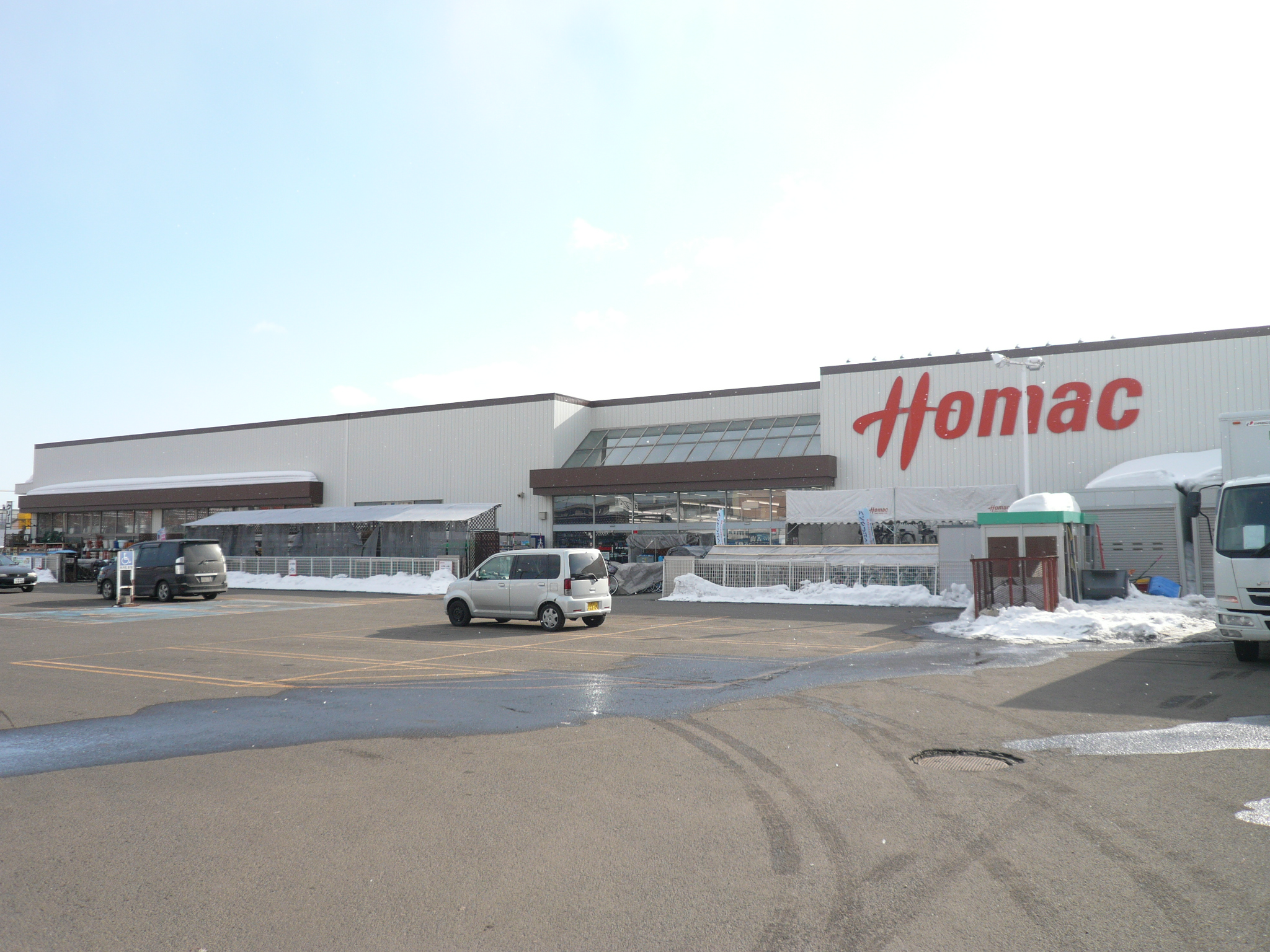
ホーマック手稲前田店（北海道札幌市手稲区）

名称の「Homac」は、「Home Amenity Center」の略である。ホームセンターのほか、リフォームセンターの「ホーマックおうちスタイル」、ガーデニング専門店の「ローゼンハーブ」、工具や作業用品専門店の「HODAKA（ホダカ）」などの専門分野特化型店を併設運営していた。
ホーマックの創業者の石黒靖尋は、1959年4月に父親が経営する金物卸小売業「石黒商店」（釧路市北大通）に入社し、1962年4月に取締役、1968年5月に社長に就く。以降、釧路市内のくしろデパートと十條サービスセンターに「石黒金物コーナー」を開設し、アメリカの商業小売視察を生かし、1976年、「石黒ホーマ」第1号店として中園店（釧路市中園町9-3）を開設する。後に、創業地の釧路市を拠点に北海道各地へ展開。1982年北野店を開店し、札幌へ進出。1987年、「石黒商店」から「石黒ホーマ」へ社名を変更、1995年、メイク及びイシグロジャスコとの合併により「ホーマック」への社名変更、と同時に本社を釧路市から札幌市へ移転する。
2021年1月現在、店舗数は189店舗。営業区域は北海道から神奈川県まで東日本広域にわたる。2006年9月1日付でカーマ、ダイキと経営統合し、DCM Japanホールディングス（現在のDCMホールディングス）の傘下となる。
一時ジャスコと提携して店舗を展開し、その後もイオンが持株会社DCMホールディングスに出資するなどの関係があるが、DCMグループ入り以前から、イオンリテールなどイオングループ各企業と連携よりも独自性が強い。プライベートブランド商品も、当初は「快適上手」で現在は「DCM BRAND」と呼称されるDCMホールディングス独自ラインアップを有し、イオングループ提携企業に見られる「トップバリュ」の取り扱いはない。ツルハや、イオングループに参入する以前のポスフールなどに似る。イオングループ協賛の日本テレビ系『24時間テレビ』も協賛していない。かつてはイオンクレジットサービスからハウスクレジットカードを発行し、同社発行のグループ他社含むクレジットカードによるサインレス支払いは取り扱う。
現社名以前は、イオングループのディスカウント店であるメガマートを東北地方で運営していたが、合併を機に全店の店舗ブランドを「ホーマック」に切り替えた。そのため、秋田市の広面店（旧メイク広面店）と広面北店（旧メガマート広面店）など現在でも位置的に重複する店舗が一部でみられる。

## 沿革

### 前史（各前身企業 沿革）
- 1951年 - 株式会社石黒商店として北海道釧路市で設立。
- 1953年 - 岩手県盛岡市に株式会社石田商会設立。
- 1976年 - ホームセンター石黒ホーマの第1号店、釧路市中園町（現・中園店）にオープン。
- 1983年 - 石田商会は、社名を株式会社メイクとする[3][4][注 1]。
- 1987年 - 石黒商店は、社名を石黒ホーマ株式会社（本社 釧路市中園町）とする。
- 1989年 - 石黒ホーマ、日本証券業協会に株式を登録。
- 1992年 - 石黒ホーマ、ジャスコ、ケーヨーと業務・資本提携、ジャスコとの合弁により、秋田県秋田市にイシグロジャスコ株式会社を設立[5]。

### ホーマック
- 1995年 - 石黒ホーマは、メイク及びイシグロジャスコと合併し、商号をホーマック株式会社とし本社を札幌市に移転する。
- 1998年 - 東京証券取引所2部、札幌証券取引所上場。
- 2000年 - 東京証券取引所1部指定替え。株式会社ホームステージカスミ（カスミの関連会社）の株式を取得し、ホーマック関東株式会社とする。
- 2002年 - ホーマック関東株式会社と合併。
- 2003年
  - 2月 - 株式会社カーマ・ダイキ株式会社とホームセンター事業で業務提携。
  - 5月26日 - カーマ・ダイキ・三井物産との共同出資で「DCM Japan」を設立し、プライベートブランド「快適上手」を導入。
- 2006年9月1日 - カーマ・ダイキと経営統合し、ともにDCM Japanホールディングス（現・DCMホールディングス）の完全子会社となる。
- 2008年
  - 4月17日 - 北海道札幌市に「ホーマックスーパーデポ西岡店」が「ホーマック西岡店」から移転オープン。大型店舗では初の2階建て店舗。
  - 6月1日 - タカカツから、同社のホームセンター部門が手がける「ホームセンターたかかつ」の宮城県内4店舗と岩手県一関市の花泉店をホームセンター部門の従業員とともに一括譲受し、ホーマックに転換する。
- 2009年
  - 12月3日 - 東京都品川区に東京23区初となる店舖「ホーマック大井競馬場前店」がウィラ大井内にオープン。
- 2010年
  - 12月 - 「ホーマックスーパーデポ元江別店」「ホーマックスーパーデポ宮前店」で医薬品の販売を開始。
  - 12月23日 - 横浜市瀬谷区に神奈川県初となる店舖「ホーマックスーパーデポ瀬谷店」がオープン。
- 2011年
  - 1月13日 - 創業者の石黒靖尋取締役会長（DCMホールディングス代表取締役相談役）が多臓器不全のため死去。74歳。
  - 3月11日 -　東日本大震災による大津波で下記店舗に被害。
    - 山田店（岩手県下閉伊郡山田町）
    - 大槌店（岩手県上閉伊郡大槌町）
    - スーパーデポ久慈店（岩手県久慈市）
    - 石巻店（宮城県石巻市）
    - 石巻東店（宮城県石巻市）
    - 気仙沼南店（宮城県気仙沼市）
    - 気仙沼店（宮城県気仙沼市）

  - 4月10日 - 東京都八王子市みなみ野1-8-1「ホーマック八王子みなみ野店」が移転のため閉店[6]。
  - 4月27日 - 東京都八王子市みなみ野1-3-1（東急ストアみなみ野店跡地）に「ホーマックスーパーデポ八王子みなみ野店」[7]が移転する。
  - 5月14日 - 岩手県下閉伊郡山田町「ホーマック山田店」が仮設で営業再開。
  - 5月27日 - 宮城県気仙沼市「ホーマック気仙沼店」が仮設で営業再開。
  - 6月18日 - 岩手県久慈市「ホーマックスーパーデポ久慈店」が全面営業再開。
  - 7月15日 - 宮城県石巻市「ホーマック石巻東店」が仮設で営業再開。
  - 7月30日 - 宮城県名取市「ホーマックスーパーデポ名取店」が全面営業再開。
  - 9月29日 - 宮城県石巻市「ホーマック石巻店」が営業再開。
  - 12月22日 - 岩手県上閉伊郡大槌町「ホーマック大槌店」が営業再開。
- 2012年
  - 2月2日 - 宮城県塩竈市「ホーマック塩釜店」が、ロイヤルホームセンター塩釜店跡地に出店。
  - 3月17日 - 岩手県陸前高田市「ホーマック高田店」が竹駒地区に2年間限定予定で仮設オープン。
  - 3月23日 - 東京都板橋区に新業態の自転車専門店「DCMサイクル赤塚新町店」がオープン。
  - 4月12日 - 宮城県気仙沼市「ホーマック気仙沼南店」が営業再開。リフォームセンターを開設しLED照明100%使用店となる。
  - 4月26日 - 宮城県遠田郡美里町「ホーマック小牛田店」が営業再開。
  - 4月27日 - 岩手県釜石市「ホーマック釜石鵜住居店」が釜石北高跡地に2年間限定予定で仮設オープン。
  - 5月6日 - 仮設で営業していた「ホーマック気仙沼店」が店舗改装のため一時閉店。
  - 8月8日 - 店舗改装のため一時閉店していた「ホーマック気仙沼店」がリニューアルオープン。
  - 9月5日 - 同社2店舗目となる自転車専門店、「DCMサイクル上板橋店」が開店。
  - 9月13日 - 建て替えのため一時閉店していた、秋田県秋田市「ホーマック広面店」がリニューアルオープン。従来の3棟を1棟にし、屋上駐車場を新たに設けた。
  - 10月13日 - 岩手県山田町「ホーマック山田店」がリニューアルオープン。
- 2013年
  - 3月20日 - 北海道札幌市「DCMサイクル栄町店」がオープン。
  - 7月4日 - 北海道札幌市「ホーマックプロビルダーズ宮の沢店」がオープン。近隣に「ホーマックスーパーデポ発寒追分通店」がオープンしたことに伴い、既存店を業態転換しオープン。
  - 7月17日 - 岩手県盛岡市「ホーマックスーパーデポ盛南店」がオープン。店舗面積約6,000坪とホーマック最大の店舗。
  - 9月11日 - 福島県須賀川市「ホーマック須賀川店」がオープン。福島県初出店となる店舗。フレスポ須賀川グリーンモール内の核テナントとしてオープン。
- 2014年
  - 1月5日 - 仮設で営業していた「ホーマック高田店」が移転のため一時閉店。
  - 4月10日 - 一時閉店していた「ホーマック石巻東店」がリニューアルオープン。
  - 7月15日 - 一時閉店していた「ホーマック高田店」が移転オープン。
  - 10月1日 - フジタ産業（本社：北海道苫小牧市）より、同社のホームセンター部門が手がける「ハッピーワン」の3店舗を譲受[8]。
  - 10月23日 - 「ホーマック浦河店」がオープン[9]。
  - 10月30日 - 「ホーマック日新店」、「ホーマック柳町店」がオープン[10]。

### DCMホーマック
- 2015年
  - 3月1日 - ホーマック株式会社が、DCMホーマック株式会社に商号を変更。店舗呼称も「ホーマック」「ホーマックスーパーデポ」の2つを「DCMホーマック」に統一。
- 2016年
  - 4月28日 - キング（本社：山形県東根市温泉町）より、同社のホームセンター部門が手がける「ホームセンターキング」の1店舗をホーマックに転換。イオンタウン新庄にあったDSキング新庄店は「DCMホーマック新庄店」としてオープン。
- 2020年
  - 11月26日 - 北海道釧路市鳥取大通に「DCMホーマック鳥取大通店」がオープン。DCMホーマックによる最後の新設店舗であり、同社初の「スマートホームセンター」として位置付けられる[11]。
- 2021年
  - 3月1日 - DCM分割準備株式会社に吸収合併され解散。同時に、同社はDCM株式会社に改称。それまでの本社所在地は傘下のDCMニコットに継承。
- 2022年
  - 3月1日 - DCM株式会社が運営する店舗の名称を「DCM」に統一し、2年で順次既存店舗の屋号変更を行うことを発表[12]。
  - 9月1日 - 全店の屋号をDCMへ統一（「ホーマックニコット」については「DCMニコット」に変更）[13]。なお、この時点では名称上の統一のみで、3月1日の発表の通り看板やサインなどに使用するロゴマークは約2年かけて変更された。

## 過去に存在した店舗
北海道
- 十條店（釧路市）- 1999年頃閉店。2020年11月26日に上記のDCMホーマック鳥取大通店が同地に再出店した。
- (旧)滝川店（滝川市）- 2004年2月8日閉店[14]。解体後、跡地には創価学会滝川文化会館が建設されている。
- (旧)紋別店（紋別市）- 2004年2月29日閉店[15]。(新)紋別店が3月18日開業。
- 柏林台店（帯広市）- 2004年8月22日閉店[15]。店舗跡には、2022年5月現在サンドラッグとセリアが出店している[注 2]。
- 帯広南店（帯広市）- 2004年8月22日閉店[15]。スーパーデポ稲田店が9月22日開業。
- (旧)春光店（旭川市）- 2005年2月20日閉店[15]。スーパーデポ春光店が3月23日開業。
  - ベン&リー春光店（旭川市）- 2005年12月15日業態転換、2007年3月4日閉店[16]。店舗跡には隣接する旭川日産春光店が店舗を拡大している。
- (旧)岩見沢店（岩見沢市）- 2005年2月27日閉店[17]。(新)岩見沢店が3月17日開業。
  - ベン&リー岩見沢店（岩見沢市）- 2005年12月15日業態転換、2007年4月1日閉店[16]。店舗跡にはサンドラッグ岩見沢十条西店と回転寿司花いちもんめ岩見沢店。
- (旧)手宮店（小樽市）- 2005年5月22日閉店[17]。スーパーデポ手宮店が6月15日開業。
  - ベン&リー手宮店（小樽市）- 2005年11月21日業態転換、2007年3月25日閉店[16]。店舗跡にはツルハドラッグ手宮店とラッキー衣料館手宮店が出店したものの、ラッキー衣料館手宮店は2023年5月14日19時をもって閉店した[18]。
- 昭和店（函館市）- 2005年6月5日閉店[17]。スーパーデポ石川店が7月13日開業。
- 厚別店（札幌市厚別区）- 2006年5月14日閉店[19]。厚別東店が6月1日開業。解体後、跡地にはニトリ厚別店が出店。
- 滝川東店（滝川市）- 2007年9月30日閉店[16]。スーパーデポ滝川店が10月25日開業。店舗跡にはスーパースポーツゼビオ滝川店が出店。
- (旧)西岡店（札幌市豊平区）- 2008年3月30日閉店[20]。スーパーデポ西岡店が4月17日開業。店舗跡にはオートバックス西岡店が出店。
- メッセ店（北見市）- 2008年8月10日閉店[20]。スーパーデポ三輪店が9月3日開業。店舗跡にはツルハドラッグ北見メッセ店とBOOKOFF北見メッセ店が出店。
- 東光店（旭川市）- 2008年8月24日閉店[20]。スーパーデポ宮前店が9月17日開業。店舗跡にはファッションベストムが出店するも閉店し、サツドラ旭川東光8条店（現:西松屋旭川東光店）、DZマート東光8条店が出店。
- 厚別東店（札幌市厚別区）- 2013年4月7日閉店[21]。スーパーデポ厚別東店が4月25日開業。店舗跡にはスポーツデポ・ゴルフ5厚別東店が出店。
- 宮の沢店（札幌市手稲区）- 2013年5月6日閉店[21]。スーパーデポ発寒追分通店が5月29日開業。
  - プロビルダーズ宮の沢店（札幌市手稲区）- 2013年7月4日業態転換、2018年5月31日閉店[22][23]。店舗跡にはBOOKOFF SUPER BAZAAR5号札幌宮の沢店とカラオケ歌屋札幌宮の沢店。
- (旧)音更店（音更町）- 2013年9月24日閉店[21]。スーパーデポ音更店が10月24日開業。2022年5月現在、ツルハドラッグ音更店と万代十勝音更店[注 3]が出店。
- 桜木店（苫小牧市）- 2014年11月3日閉店[24]。10月30日にフジタ産業から譲り受けた日新店[注 4]に統合された。 店舗跡には2015年9月にツルハドラッグ苫小牧桜木店が出店した。
- (旧)恵庭店（恵庭市）- 2015年2月8日閉店[24]。(新)恵庭店が3月11日開業。店舗跡にはイエローグローブ恵庭店が出店。
- 柳町店（苫小牧市）- 2015年6月28日閉店[25][注 5]。沼ノ端店が7月29日開業。店舗跡にはなんでもリサイクルビッグバンやスタジオアリスなどが出店。
- 糸井店（苫小牧市）- 2015年7月26日閉店[25]。苫小牧弥生店が9月2日開業。店舗跡はkids US.LAND苫小牧糸井店を経て、ハグミーキッズが出店。
- (旧)倶知安店（倶知安町）- 2015年10月18日閉店[25]。(新)倶知安店が11月26日開業。店舗跡にはトリフィート ホテル&ポッド ニセコが出店。
- (旧)旭ヶ丘店（札幌市中央区）- 店舗建替えの為2016年2月28日閉店[25]。12月16日に新店舗が開業[26][27]。
- 若草店（登別市）- 2017年9月24日閉店[28][29]。隣の室蘭市に中島店が2017年11月2日開業[注 6]。店舗跡にはガリバー登別室蘭店。
- パワーズ店（旭川市）- 2017年10月29日閉店[28][29]。後継店舗として永山店が2017年12月7日開業[30]。解体後、跡地にはダイソーやABC-MART、JINSなどが出店。
- DCMサイクル栄町店（札幌市東区）- 2017年12月31日閉店[28][29]。
- (旧)菊水元町店（札幌市白石区）- 店舗建替えの為2018年9月9日閉店[22][23]。2019年6月13日に新店舗が開業[31][32]。

青森県
- 大鰐店（大鰐町）- 閉店時期不明。2022年現在秋北バス青森営業所として使用されている。
- 下田店（おいらせ町）- 2004年2月8日閉店[14]。
- 柏店（つがる市）- 2007年2月18日閉店[33]。店舗跡にはダイソーイオンモールつがる柏店が出店。
- (旧)黒石店（黒石市）- 2007年9月30日閉店[16]。スーパーデポ黒石店が10月24日開業。
- (旧)平賀店（平川市）- 2008年5月25日閉店[20]。スーパーデポ平賀店が6月18日開業。店舗跡はタカシン柏木工場となっている。
- 岩木店（弘前市）- 2020年12月31日閉店[34][35]。

岩手県
- (旧)北上店（北上市）- 閉店時期不明。
- みたけ店（盛岡市）- 2001年2月12日閉店[36]。
- (旧)高田店（陸前高田市）- 2002年9月16日閉店[37]。
- (旧)水沢店（奥州市）- 2002年9月16日閉店[37]。
- 花巻店（花巻市）- 2002年9月16日閉店[37]。花巻北店が10月8日開業[38]。
- イセユウFC大船渡店（大船渡市）- 2004年9月26日閉店[15]。店舗跡にはツルハドラッグ大船渡店が出店。
- 東仙北店（盛岡市）- 2006年8月20日閉店[39]。店舗跡はタマホーム盛岡支店が出店した後に解体、跡地にはBrat盛岡SUV店が出店。
- (旧)遠野店（遠野市）- 2008年4月6日閉店[20]。(新)遠野店が4月24日開業。
- (旧)久慈店（久慈市）- 2008年6月22日閉店[20]。スーパーデポ久慈店が7月16日開業。
- 釜石店（釜石市）- 2009年2月15日閉店[20]。店舗跡にはオリーブ釜石店が出店。
- (旧)スーパーデポ盛南店（盛岡市）- 2013年6月9日閉店[21]。(新)スーパーデポ盛南店が7月17日開業。店舗跡にはMORIOKA TSUTAYAが出店。
- プロビルダーズ大船渡店（大船渡市）- 2016年3月20日閉店[40]。大船渡店が4月21日開業。
- (新)北上店（北上市）- 2018年4月8日閉店[22][23]。解体後、跡地には隣接していたケーズデンキ北上店が移転。
- 釜石鵜住居店（釜石市）- 2012年4月27日仮設で出店[41]。2020年5月10日閉店[34][35]。
- 宮古店（宮古市）- 2022年5月8日建て替えの為閉店[42]。2023年4月13日にDCM宮古店として再開業した[43]。

宮城県
- 泉西店（仙台市泉区）- 2004年2月20日閉店[14]。ジャンボエンチョーから譲受した店舗。店舗跡にはBOOKOFF SUPER BAZAAR仙台泉古内店が出店。
- (旧)涌谷店（涌谷町）- 2007年10月14日閉店[16]。(新)涌谷店が11月22日出店。店舗跡にはイエローハット涌谷店とTSUTAYA涌谷店が出店。
- 南方店（登米市）- 2008年6月29日閉店[20]。6月1日にタカカツから譲り受けた佐沼店が後継店舗扱い。

秋田県
- 鹿角店（鹿角市）- 閉店時期不明。
- (旧)広面店（秋田市）- 店舗建替えの為2011年9月19日閉店[44]。翌年9月13日に(新)広面店が開業[41]。
- (旧)横手店（横手市）- 2015年8月16日閉店[25]。9月17日(新)横手店が開業。店舗跡にはスーパースポーツネクサス横手店が出店。
- 大曲店（大仙市）- 2018年5月6日閉店[22][23]。店舗跡にはヤマザワグループのよねや大曲中央店が出店。

山形県
- 山形店（山形市）- 閉店時期不明。
- 酒田北店（酒田市）- 2004年8月16日閉店[15]。イオンタウン酒田内に出店していた。
- 酒田南店（酒田市）- 2005年2月20日閉店[15]。店舗跡にはダイユーエイト酒田店が出店。

茨城県
- (旧)境店（境町）- 2005年8月21日閉店[17]。(新)境店が10月20日開業。
- 牛久店（つくば市）- 2009年3月22日閉店[45]。隣の牛久市にスーパーデポひたち野うしく店が4月9日開業。
- (旧)鹿嶋店（鹿嶋市）- 2013年9月1日閉店[21]。スーパーデポ鹿嶋店が2014年3月12日開業[24]。
- 日立店（日立市）- 2018年12月31日閉店[22][23]。解体後、跡地にはビッグモーター日立店が出店。

千葉県
- 長沼店（千葉市稲毛区）- 2004年2月1日閉店[14]。店舗跡にはスーパーセンタートライアル長沼店が出店。
- 佐倉店（佐倉市）- 2011年9月11日閉店[44]。店舗跡にはロイヤルホームセンター佐倉店が出店。

東京都
- 八王子みなみ野店（八王子市）- 2011年4月10日閉店[44]。スーパーデポ八王子みなみ野店が4月27日開業。
- (DCMサイクル→)DCMマート上板橋店（板橋区）- 2012年9月5日開店。自転車専門店業態から業態転換した後、2015年に閉店[注 7]。
- DCMサイクル赤塚新町店（板橋区）- 2012年3月23日開店。2015年12月31日閉店[46]。

新潟県
- 中条店（胎内市）- 2004年8月16日閉店[15]。当時資本・業務提携していたダイユーエイトに譲渡[47]、2022年5月現在も新潟中条店として営業している。

### 閉店後に業態転換した店舗
北海道
- 元町店資材館（札幌市東区）- 2015年10月4日閉店[48]。ホダカ元町店として10月30日業態転換[注 8]。
- 江別店（江別市）- 2020年12月31日閉店[34][35]。ホダカ江別店として2021年2月業態転換。

## スーパーデポ

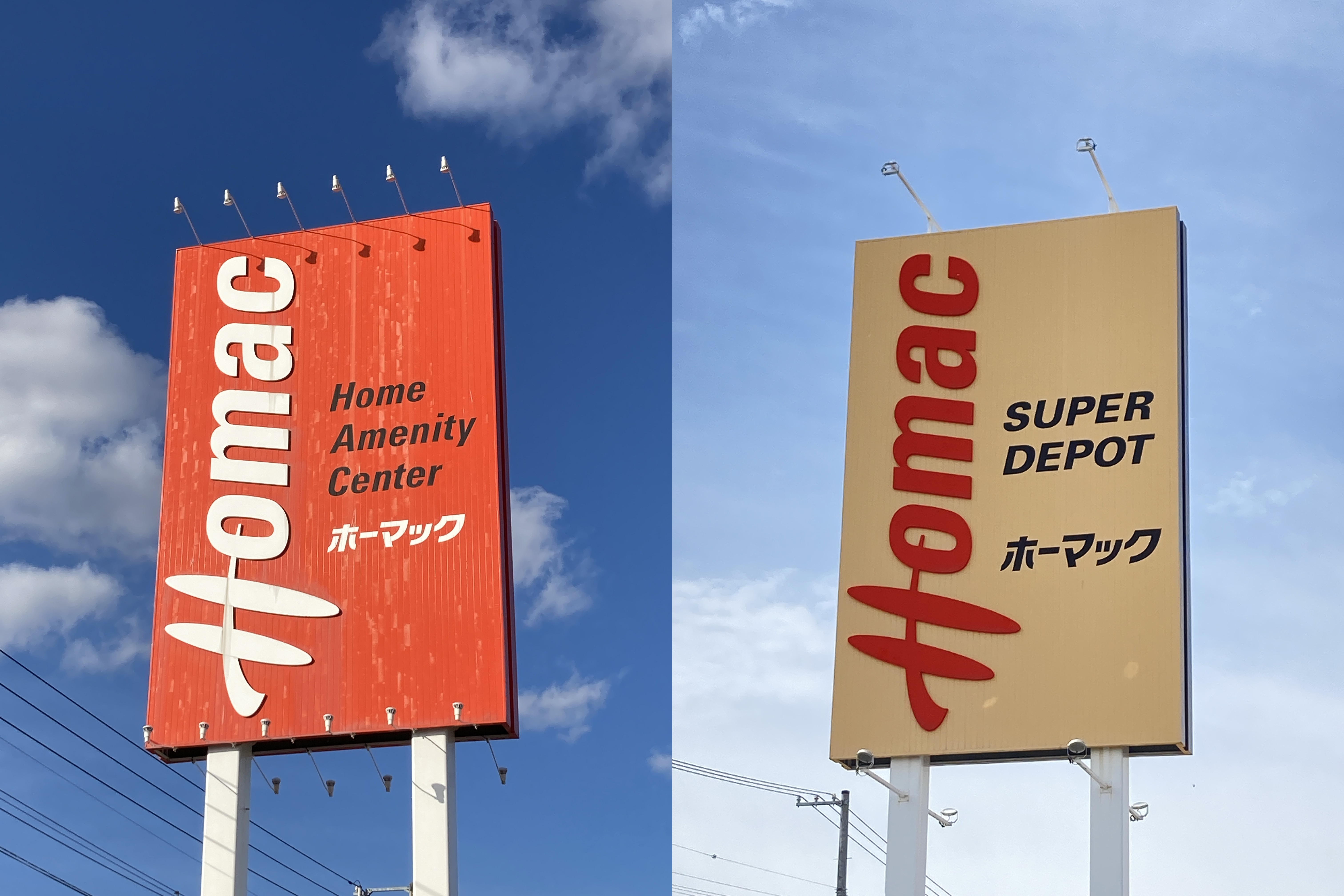
通常店舗：左とスーパーデポ：右のポールサイン（いずれも旧デザインで、背景が赤のものが初期デザイン、白茶のものが後期デザイン）

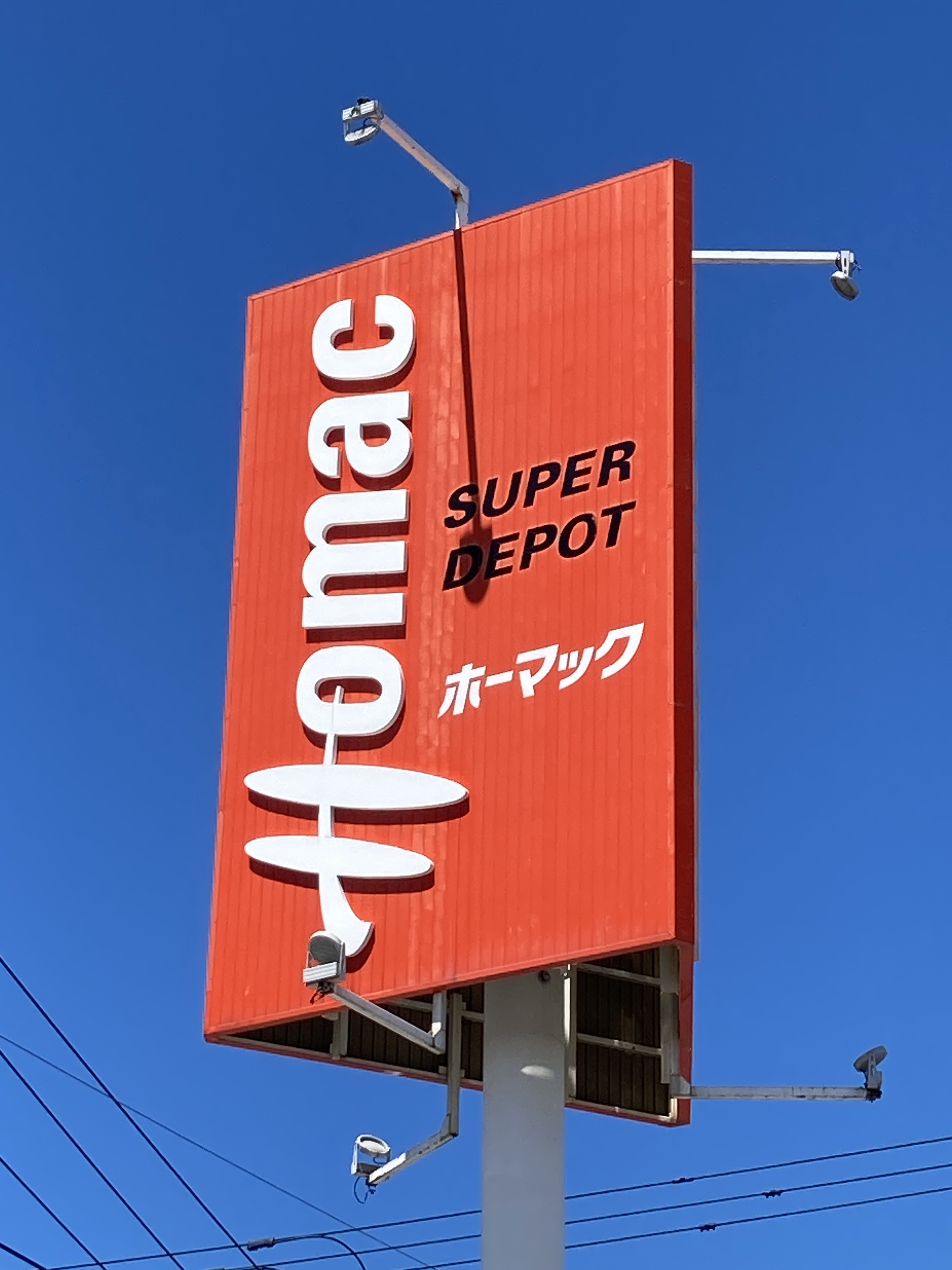
初期に開業したスーパーデポ店舗では、初期デザインのポールサインが採用された（逆に比較的最近開業した通常店舗では後期デザインが採用された）

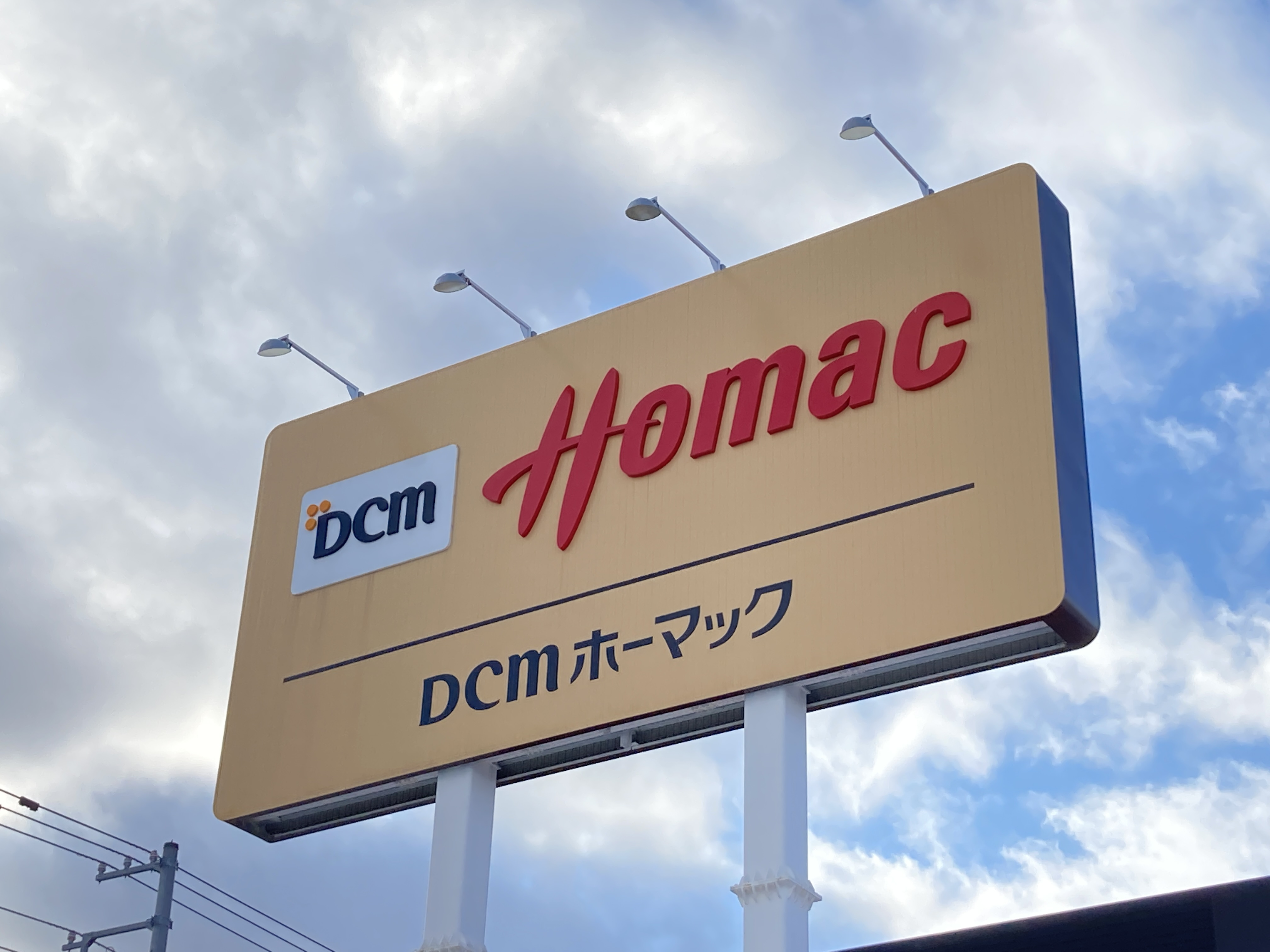
呼称統一後のポールサイン

広域商圏を想定した専門分野強化型の大型店舗として、かつてのホーマック全店のうち約1割程度の割合で主に大きな都市に所在していた。2015年3月1日付の社名変更に伴い、「スーパーデポ」の呼称は廃止され「DCMホーマック〇〇店」の呼称に統一された。従来のスーパーデポ店舗はホーマックの大型店と位置付けている。
入口や看板の表記は通常店舖の「Homac Home Amenity Center（ホーマックホームアメニティセンター）」に対し、スーパーデポは「Homac SUPER DEPOT（ホーマックスーパーデポ）」と表記され、呼称統一より前に開業した店舗では看板は更新されずそのまま使用されていた。

### スーパーデポ店舖一覧
現在はスーパーデポ店のすべてが標準店と同じDCMホーマック○○店に統一されている。
北海道
- スーパーデポ東雁来店（札幌市東区）
- スーパーデポ北野通店（札幌市清田区）ホーマックスーパーデポ1号店。かつてはマイスター工房1号店が存在したが、SuD西岡店に移転した。マイスター工房は2011年におこなった改装で復活している。
- スーパーデポ西岡店（札幌市豊平区）初の2階建て店舗。マイスター工房・陶芸教室・カーピットあり。
- スーパーデポ厚別東店（札幌市厚別区）2階建てで、道内では最大規模。ホーマック初となるインテリア＆リフォーム専門店「おうちスタイル」などが併設される。同じ建物には、アミューズメント施設のキャッツアイも建て替え前から引き続き併設される。
- スーパーデポ発寒追分通店（札幌市西区）基本的には、Su.D厚別東店と同じ構造で、2階にはインテリア＆リフォーム専門店「おうちスタイル」が併設される。イートインコーナーとして、「ボストンベイク」もテナントとして出店する。
- スーパーデポ元江別店（江別市）標準店を改装・増床した店舗。医薬品取り扱いあり。
- スーパーデポ滝川店（滝川市）
- スーパーデポ手宮店（小樽市）
- スーパーデポ湯川店（函館市）
- スーパーデポ石川店（函館市）
- スーパーデポ春光店（旭川市）
- スーパーデポ宮前店（旭川市）医薬品取り扱いあり。
- スーパーデポ三輪店（北見市）
- スーパーデポ音更店（音更町）コカコーラ工場跡地に建設する商業施設の核店舗。
- スーパーデポ稲田店（帯広市）マイスター工房・陶芸教室あり。
- スーパーデポ木場店（釧路郡釧路町）2011年の改装でマイスター工房増設。
- スーパーデポ新明店（苫小牧市）マイスター工房・カーピットあり。

★社名変更後に開店した大型店
- 恵庭店（恵庭市）社名変更直後に開店した店舗。
- 苫小牧弥生店（苫小牧市）
- 留萌店（留萌市）標準店だった店舗の真横に増築し、大型店化した店舗。既存店側が生活館、増築側が資材館として運営されている。
- 倶知安店（倶知安町）旧倶知安店からの移転扱い。建設時の仮称は、DCMホーマックスーパーデポ倶知安高砂店。店内の売場表記は、ニセコ地域の海外からの観光客らに向けて、英語と中国語も記されている。
- 東苗穂店（札幌市東区）2階建の店舗。付近には先述の東雁来店もある。
- 中島店（室蘭市）モルエ中島ショッピングセンターのテナントとして出店。
- 永山店（旭川市）旧パワーズ店の移転扱いとして開店。

青森県　
- スーパーデポ平賀店（平川市）当初、同業者のサンワドー（後のDCMサンワ）の出店予定地だった場所を譲り受けて出店。5km北西には、スーパーデポ並みの標準店の弘前城東店がある。
- スーパーデポ長苗代店（八戸市）八食センターに近接[注 9]。マイスター工房を東北で初めて導入した店舗。
- スーパーデポ白山台店（八戸市）スーパーデポと名乗る店舗としては最後の店舗。約半年後にスーパーデポの名前が消えた。

岩手県
- （旧）スーパーデポ盛南店（盛岡市）新都市企画地区「ゆいとぴあ盛南」の大型店1号として出店。移転に先立ち、駐車場の一部を住宅展示場や飲食店にしている。移転のため閉店。
- （新）スーパーデポ盛南店（盛岡市）新都市企画地区「ゆいとぴあ盛南」の306街区A地区に出店。Su.D盛南店の移転先で、Su.D厚別東店など複合型。テナントにはアルペンのスポーツデポが入居。ホーマック棟は二棟で構成され、ホーマックの売場面積は20,413㎡（約6,175坪）となり、Su.D厚別東店を超え最大店舗となる。
- スーパーデポ北上藤沢店（北上市）
- スーパーデポ久慈店（久慈市）東日本大震災により営業を中止していたが再開した。居抜き店舗（旧ジョイフルタウン久慈）で、建物も普通とは雰囲気が異なる。

宮城県
- スーパーデポ名取店（名取市）東日本大震災により店頭営業をしていたが再開した。店内照明LED100%使用店で、東北のホーマックスーパーデポ1号店。ヨークベニマルとともに、名取田高ショッピングセンターの核店舗。マイスター工房あり。
- スーパーデポ石巻蛇田店（石巻市）
- スーパーデポ古川北店（大崎市）ホームセンター事業から撤退したタカカツからの譲受店舗のため、居抜出店の扱い。
- 南吉成店（仙台市青葉区）本来は標準店だが、全てがスーパーデポ扱い。但し、店舗名称や外観はスーパーデポとはなっていない。

秋田県
★社名変更後に開店した大型店
- 横手店（横手市）2008年ごろからスーパーデポ横手店として予定があったが、社名変更後に開店。

山形県
- スーパーデポ天童店（天童市）

茨城県
- スーパーデポ鹿嶋店（鹿嶋市）
- スーパーデポ神栖店（神栖市）
- スーパーデポひたち野うしく店（牛久市）

千葉県
- スーパーデポ白井店（白井市）元ゲットの店舗。
- スーパーデポ野田みずき店（野田市）元ゲットの店舗。

埼玉県
- スーパーデポ上尾店（上尾市）アリオ上尾敷地内。バラとハーブの専門店「ホーマックローゼンハーブ」を併設。いずれもアリオとは別棟となっている。

★社名変更後に開店した大型店
- さいたま蓮沼店（さいたま市見沼区）さいたま市内初出店の店舗。出店前の仮称は、DCMホーマック大宮七里店。

東京都
- スーパーデポ八王子みなみ野店（八王子市）LED照明100%使用店モデル1号店。

神奈川県
- スーパーデポ瀬谷店（横浜市瀬谷区）SuD西岡店に次いで開業した、2階建て店舗で、都市生活型店舗1号店。

### 実現しなかった店舗
- 糸井店（苫小牧市）2008年5月「大規模集客施設の立地に関するガイドライン」に基づく出店計画書が、同年12月大店立地法に基づく新設届が北海道に提出され、2009年4月中旬にオープンの計画だったが、建築資材高騰などにより延期[49]。2013年3月27日に新設届が取り下げられた[50]。

## DCMサイクル
DCMホーマックが運営する自転車専門店で、2015年4月時点で3店舗を運営していた。DCMグループの姉妹企業、DCMカーマも、愛知県豊橋市内に1店舗運営している。しかし単独店舗で営業していた店舗はすべて閉店した。ただし近年、新規出店や改装した店舗内の自転車コーナーをDCMサイクルとして運営しているほか、盛岡市の盛南店では店舗横の別棟を自転車専門館「盛南店 DCMサイクル」として運営している。

## おうちスタイル

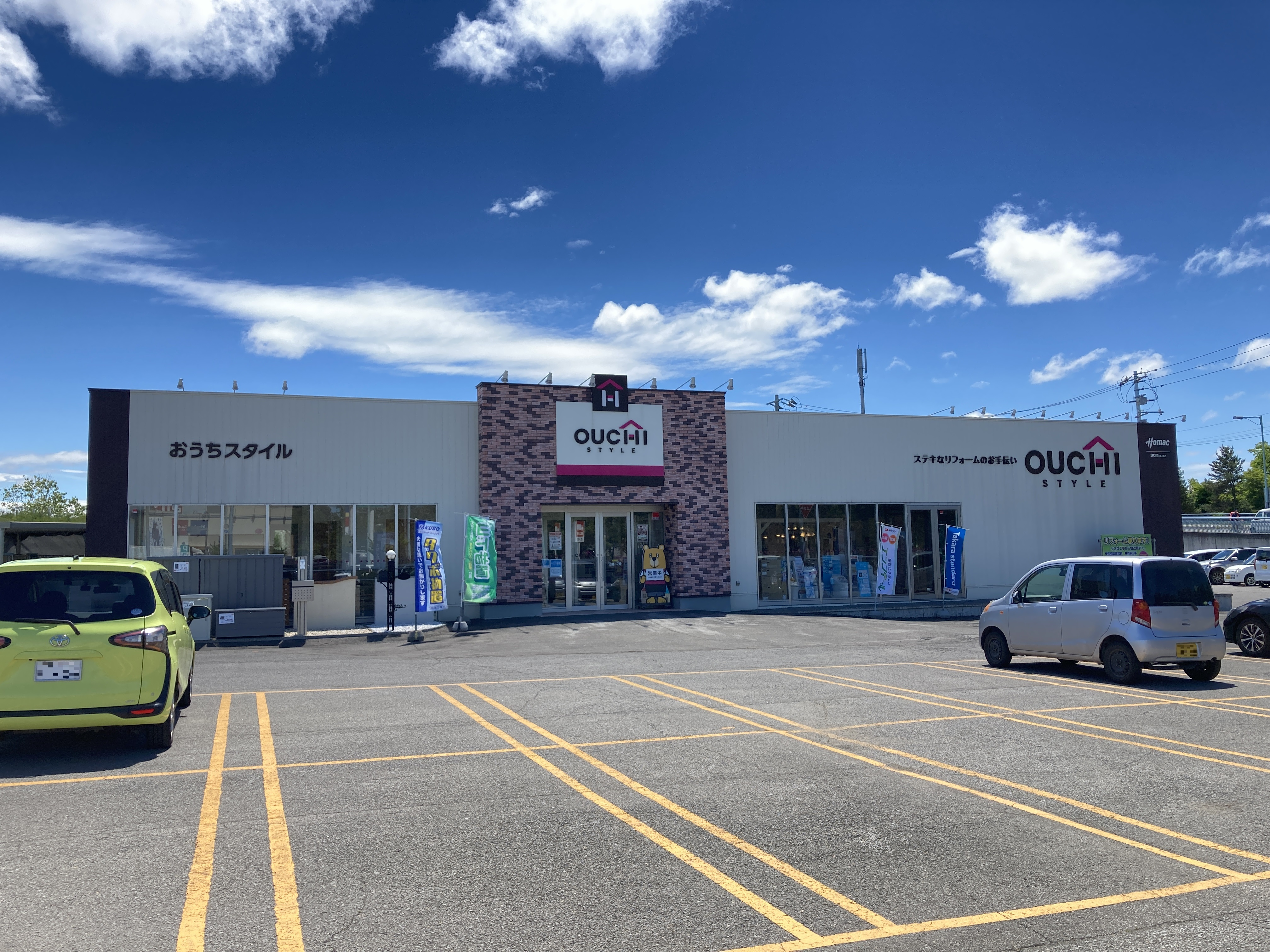
おうちスタイル春光店（北海道旭川市）

おうちスタイルは「リフォームセンター」と「インテリア＆リフォーム専門店」の2パターンで営業中。いずれも女性スタッフ中心で、気軽に利用できる。

### リフォームセンター
通常のリフォームセンターと異なり、女性スタッフ中心で、女性目線からでも見学できる。
- 春光店（旭川市）おうちスタイル業態1号店。Su.D春光店の敷地内にある。
- 石川店（函館市）おうちスタイル業態2号店。Su.D石川店の敷地内にある。
- 元町店（札幌市東区）生活館と資材館に分かれている元町店の3号館目として出店したが2018年12月31日をもって閉店した。
- 旭ヶ丘店（札幌市中央区）敷地内にあったロイヤルホスト旭ヶ丘店の店舗跡を居抜き出店していたが、旭ヶ丘店建て替えと共に一時閉店し、新店舗の2階に移転した。

このほか、近年新規開店した店舗のリフォームセンターは、おうちスタイルとして営業している。

### インテリア＆リフォーム専門店
おうちスタイルリフォームセンターに、さらにインテリア、生活雑貨、本などを扱うインテリア専門店を併設している。インテリアは、ファミリー層向けの比較的高価な物が中心で、他のインテリア店とは異なる独自の作戦で展開を進めている。
- 厚別東店（札幌市厚別区）インテリア＆リフォーム専門店タイプの1号店。Su.D厚別東店2階にある。
- 発寒追分通店（札幌市西区）インテリア＆リフォーム専門店タイプの2号店。Su.D発寒追分通店2階にある。
- 盛南店（盛岡市）おうちスタイルとして初の東北進出となる。Su.D新盛南店の2階に出店。

## 東日本大震災による仮設営業店舗
被災地で仮設営業店舗を設けていた。
- 高田店（岩手県陸前高田市）- 2012年3月17日開店。被害の少ない竹駒地区で2年間の仮設営業。2014年に仮設店舗から移転して再開業したものの、「DCM」へ改称後の2022年11月6日に閉店した。
- 釜石鵜住居店（岩手県釜石市） - 2012年4月27日開店。2年間の仮設営業の予定であったものの、その後も営業を継続、2020年5月10日に閉店した。

## サービス
- アクアフィールド：旧スーパーデポと、標準店の一部にある。DCMホーマック直営。熱帯魚・金魚・水草コーナー。旧スーパーデポ店舗では、海水魚も扱っていた。最近の店舗は、熱帯魚売場が縮小されていて、扱わない店舗もある。
- ペット生体コーナー：旧スーパーデポや標準店の一部にある。犬猫、小鳥などの小動物コーナー。ペットホテルや、ペットトリミング、セルフウォッシュコーナーなどがある店舗もある。一部の店舗は、DCMホーマックの社員がトリミングを行う。
- リフォームセンター：旧スーパーデポ内にある。水廻りの補修から、省エネリフォームや、バリアフリーリフォームなどの相談。小さなリフォームからすべてを展示している。札幌の西野店、宮城の名取店、気仙沼店、岩手の宮古店は、隣接地などに独立出店している。東北地区で「リフォームコーナー」として営業していた店舗は、リフォームセンターとして統一された。現在は、先述したおうちスタイルとして営業する店舗が多い。
- 住まいの便利サービス
- 医薬品の販売 : 旧スーパーデポ店の一部にあり、 第2類医薬品  、 第3類医薬品を販売している。
- お客様工作室：旧スーパーデポ店の一部にある、顧客が自由に使える工作室。
- マイスター工房：一部の旧スーパーデポ店や、比較的最近の店舗などにある。木材や建材などをオーダーカットしてくれるサービス。安価でカット方法も様々に対応可能である。
- DCM DIY教室 : 一部の店舗のみで実施している、手軽にDIYを楽しめるカルチャー教室。
- なんでも工房 便利屋ベンベン : Tシャツプリントや刃物研ぎ、靴の修理、印鑑作成などを行うサービス。厚別東店、発寒追分通店、盛南店、上尾店、八王子みなみ野店のみに設置。
- ベンベンカフェ : DCMホーマック直営の、飲料や、ソフトクリームなどを販売する軽食スペース。西岡店、発寒追分通店、さいたま蓮沼店、八王子みなみ野店などの旧スーパーデポ店や超大型店に設置。
- 産直市場 : 地場野菜や惣菜、郷土品などを扱う売場。倶知安店、盛南店、北上藤沢店ではテナントが、水沢店では直営で運営。
- 部品の倉庫 クイックパーツ : 一部の店舗のみで実施されている、各種電材、住設パーツ、工具類の部品などを広く扱う売場。専用の端末で商品検索ができるほか、ネットで注文し、店舗で受け取ることもできる。
- カーピットサービス：カー用品店などピットサービスを受けられる店舗。西岡店、新明店のみの取り扱い。
- 福祉サポートショップ：西岡店2階、宮前店、石川店、厚別東店、発寒追分通店、盛南店に介護用品専門スタッフがいるコーナー、「はーとふるの森」がある。
- 楽天Edyチャージャー及び決済：一部未導入の店舗もあるが、大半の店舗に設置[51]。各店ともに、概ねサービスカウンター付近に設置されている。楽天Edyカードは当社店舗で販売せず、DCMホーマックとの提携カードも発行しない。

2019年より、DCMのポイントカード「マイボ」サービススタートしました。
DCM Kahma・DCM Homac・ケーヨーデイツーなどで使える。
マイボは、プリペイドやマイボクレジットカードもある。
マイボポイントカードで現金でも貯めることできる。
マイボアプリもある。

## イメージソング
イメージソング「出会いの歓び」は石黒ホーマからホーマックへ社名変更した際に制作された。CMで流れる「ホッ、ホッ、ホーマック」部分は曲のサビでフルコーラスではない。店舗では12時と18時にフルコーラスで流れる。このイメージソングはJASRACのデータベースに登録されている。作詞はSHOW、作曲は外山和彦。

## 関連会社
- DCMホールディングス -　DCMホーマック・DCMカーマ・DCMダイキ・DCMサンワの親会社。
  - DCMジャパン - 「DCM BRAND」（旧・快適上手）の仕入れと開発をしていた。現在はDCMホールディングス。
- DCM株式会社 - DCMホーマックほか以下の4社を2021年3月1日に統合した企業。
  - DCMカーマ - DCMダイキ - DCMくろがねや - DCMサンワ

### 連絡子会社・合併会社
- DCMニコット - 北海道・東北・関東で展開する小型ホームセンター。2021年3月1日に「ホーマックニコット」より社名変更。
- 赤平オーキッド - 北海道赤平市に本社を置く、胡蝶蘭を栽培する会社。
- ダイレックス - 商品センターの管理運営。かつての連結子会社。2011年2月1日付で日立物流（現ロジスティード）に株式を譲渡したため現在は同社の子会社となっている。（現、ロジスティード北日本）
- タカカツ - 宮城県大崎市に本社を置く建築業者。同社はかつて、宮城・岩手でホームセンターを運営していたが、ホームセンター事業の撤退に伴い、最終的に運営していた店舗を当社が譲受した上で、現在はホーマック店舗に転換している。資本関係自体は両社にはない。
- ゲット - かつて群馬・千葉で運営していたホームセンター（本社は茨城）。現在はホーマックに。
- ダイユーエイト - 福島県を中心に東北と北関東と新潟県に展開しているホームセンター。かつての商品供給先。唯一新潟県にあった中条店は同社に譲渡された。現在は関係を解消。
- クリーンデポ - ホーマックなどでの清掃業務
- ノーステックテレコム - 携帯電話の販売等
- プロメンテ - 清掃、警備・セキュリティ、ビルメンテナンス、人材派遣業務などを担当

## その他
旧メイクの店名ロゴ及びCIマークは、かつてのメイク工事部（アフターサービス部門）が分離・独立して1992年12月に設立された「メイクホーム」に継承されている。